# Псалом 2
Псалом другий — пророчий псалом Книги псалмів про Месію. Латиною псалом відомий своїм інципітом «Quare fremuerunt gentes». Входить до канонічних книг Біблії Старого Завіту. Псалом 2 не вказує на автора надписом. Діяння апостолів (Дії 4:24–26) у Новому Завіті приписують псалом Давиду. Відповідно до Талмуду, псалом 2 є продовженням псалому 1.
Псалом 2 є регулярною частиною єврейських, католицьких, англіканських та протестантських літургій. Він був часто покладений на музику, наприклад, Георг Фрідріх Гендель поклав на музику дев'ять перших віршів псалому в другій частині своєї ораторії «Месія».

## Текст
| Вірш | Гебрейська мова                                                 | Давньогрецька мова (Септуаґінта) | Латинська мова (Вульгата)                                                                                        | Українська мова (Переклад Хоменка) |
| ---- | --------------------------------------------------------------- | --- | --- | --- |
| 1    | לָמָּה, רָגְשׁוּ גוֹיִם; וּלְאֻמִּים, יֶהְגּוּ-רִיק                                | ῞Ινα τί ἐφρύαξαν ἔθνη καὶ λαοὶ ἐμελέτησαν κενά; | [Psalmus David] quare fremuerunt gentes et populi meditati sunt inania                                           | Чого метушаться народи, і люди задумують марне?                                                                                                |
| 2    | יִתְיַצְּבוּ, מַלְכֵי-אֶרֶץ-- וְרוֹזְנִים נוֹסְדוּ-יָחַד:עַל-יְהוָה, וְעַל-מְשִׁיחוֹ         | παρέστησαν οἱ βασιλεῖς τῆς γῆς, καὶ οἱ ἄρχοντες συνήχθησαν ἐπὶ τὸ αὐτὸ κατὰ τοῦ κυρίου καὶ κατὰ τοῦ χριστοῦ αὐτοῦ διάψαλμα                           | adstiterunt reges terrae et principes convenerunt in unum adversus Dominum et adversus christum eius [diapsalma] | Встають царі землі, князі зговорюються разом на Господа й на його Помазаника:                                                                  |
| 3    | נְנַתְּקָה, אֶת-מוֹסְרוֹתֵימוֹ; וְנַשְׁלִיכָה מִמֶּנּוּ עֲבֹתֵימוֹ                        | Διαρρήξωμεν τοὺς δεσμοὺς αὐτῶν καὶ ἀπορρίψωμεν ἀφ᾽ ἡμῶν τὸν ζυγὸν αὐτῶν.                                                                             | Disrumpamus vincula eorum et proiciamus a nobis iugum ipsorum                                                    | «Порвімо їхні кайдани, скиньмо із себе їхню кормигу!»                                                                                          |
| 4    | יוֹשֵׁב בַּשָּׁמַיִם יִשְׂחָק: אֲדֹנָי, יִלְעַג-לָמוֹ                                 | ὁ κατοικῶν ἐν οὐρανοῖς ἐκγελάσεται αὐτούς, καὶ ὁ κύριος ἐκμυκτηριεῖ αὐτούς.                                                                          | Qui habitat in caelis inridebit eos et Dominus subsannabit eos                                                   | Той, хто живе на небі, з них сміється, Господь із них глузує.                                                                                  |
| 5    | אָז יְדַבֵּר אֵלֵימוֹ בְאַפּוֹ; וּבַחֲרוֹנוֹ יְבַהֲלֵמוֹ                              | τότε λαλήσει πρὸς αὐτοὺς ἐν ὀργῇ αὐτοῦ καὶ ἐν τῷ θυμῷ αὐτοῦ ταράξει αὐτούς                                                                           | Tunc loquetur ad eos in ira sua et in furore suo conturbabit eos                                                 | Тоді то до них говорить у своїм гніві, в своїм обуренні їх бентежить:                                                                          |
| 6    | וַאֲנִי, נָסַכְתִּי מַלְכִּי: עַל-צִיּוֹן, הַר-קָדְשִׁי                              | ᾿Εγὼ δὲ κατεστάθην βασιλεὺς ὑπ᾽ αὐτοῦ ἐπὶ Σιων ὄρος τὸ ἅγιον αὐτοῦ                                                                                   | Ego autem constitutus sum rex ab eo super Sion montem sanctum eius praedicans praeceptum eius                    | «Адже то я настановив мого царя над Сіоном, горою святою моєю!»                                                                                |
| 7    | אֲסַפְּרָה, אֶל-חֹק: יְהוָה, אָמַר אֵלַי בְּנִי אַתָּה--אֲנִי, הַיּוֹם יְלִדְתִּיךָ           | 7διαγγέλλων τὸ πρόσταγμα κυρίου Κύριος εἶπεν πρός με Υἱός μου εἶ σύ, ἐγὼ σήμερον γεγέννηκά σε·                                                       | Dominus dixit ad me filius meus es tu ego hodie genui te                                                         | Оповіщу про постанову. Господь сказав до мене: «Син мій єси ти, я породив тебе сьогодні.                                                       |
| 8    | שְׁאַל מִמֶּנִּי--וְאֶתְּנָה גוֹיִם, נַחֲלָתֶךָ; וַאֲחֻזָּתְךָ, אַפְסֵי-אָרֶץ                   | αἴτησαι παρ᾽ ἐμοῦ, καὶ δώσω σοι ἔθνη τὴν κληρονομίαν σου καὶ τὴν κατάσχεσίν σου τὰ πέρατα τῆς γῆς·                                                   | Postula a me et dabo tibi gentes hereditatem tuam et possessionem tuam terminos terrae                           | Проси в мене, і я дам тобі народи в спадщину, і кінці землі тобі в посілість.                                                                  |
| 9    | תְּרֹעֵם, בְּשֵׁבֶט בַּרְזֶל: כִּכְלִי יוֹצֵר תְּנַפְּצֵם                                | ποιμανεῖς αὐτοὺς ἐν ῥάβδῳ σιδηρᾷ, ὡς σκεῦος κεραμέως συντρίψεις αὐτούς.                                                                              | Reges eos in virga ferrea tamquam vas figuli confringes eos                                                      | Ти розторощиш їх жезлом залізним, немов посуд ганчаря, розіб'єш їх.»                                                                           |
| 10   | וְעַתָּה, מְלָכִים הַשְׂכִּילוּ; הִוָּסְרוּ, שֹׁפְטֵי אָרֶץ                             | καὶ νῦν, βασιλεῖς, σύνετε· παιδεύθητε, πάντες οἱ κρίνοντες τὴν γῆν.                                                                                  | Et nunc reges intellegite erudimini qui iudicatis terram                                                         | Отож, царі, ви нині зрозумійте, і схаменіться ви, що правите землею.                                                                           |
| 11   | עִבְדוּ אֶת-יְהוָה בְּיִרְאָה; וְגִילוּ, בִּרְעָדָה                                | δουλεύσατε τῷ κυρίῳ ἐν φόβῳ καὶ ἀγαλλιᾶσθε αὐτῷ ἐν τρόμῳ.                                                                                            | Servite Domino in timore et exultate ei in tremore                                                               | Служіте Господеві в страсі й радуйтесь у тремтінні.                                                                                            |
| 12   | נַשְּׁקוּ-בַר, פֶּן-יֶאֱנַף וְתֹאבְדוּ דֶרֶךְ-- כִּי-יִבְעַר כִּמְעַט אַפּוֹ:אַשְׁרֵי, כָּל-חוֹסֵי בוֹ | δράξασθε παιδείας, μήποτε ὀργισθῇ κύριος καὶ ἀπολεῖσθε ἐξ ὁδοῦ δικαίας. ὅταν ἐκκαυθῇ ἐν τάχει ὁ θυμὸς αὐτοῦ, μακάριοι πάντες οἱ πεποιθότες ἐπ᾽ αὐτῷ. | Adprehendite disciplinam nequando irascatur Dominus et pereatis de via iusta                                     | Цілуйте його ноги, щоб він не розгнівався й не загинули ви в дорозі, коли зненацька запалає гнів його. Блаженні всі, що покладаються на нього. |